# CyberBunker

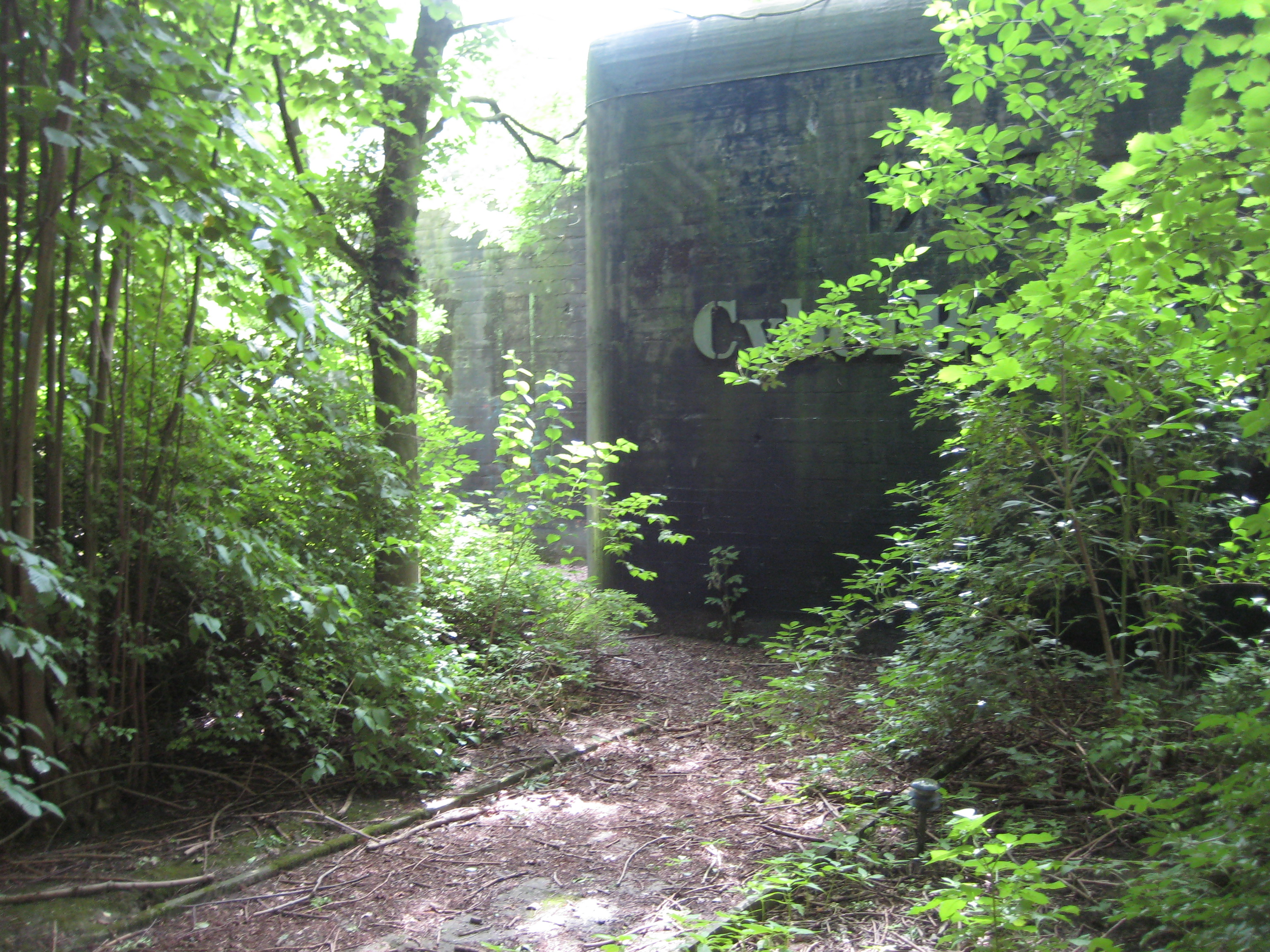
Ingresso al bunker di CyberBunker

CyberBunker è un ISP che, per quanto dichiarato sul proprio sito web, ospita servizi per qualunque sito web eccetto pedopornografia e qualunque cosa relativa al terrorismo.
È stata utilizzata da The Pirate Bay e da uno dei tanti mirror di Wikileaks.
CyberBunker è stata anche accusata di essere un servizio di hosting per spammer, botnet, server command and control (C&C), malware e scam online.
Essa è anche stata coinvolta in hijack BGP di indirizzi IP utilizzati da Spamhaus e dal dipartimento di Difesa degli Stati Uniti. L'hijack relativo a Spamhaus era parte di un eccezionalmente grande DoS lanciato contro di loro a marzo del 2013. A causa della grandezza di quest'attacco ha ricevuto molta attenzione dai media tradizionali.
Il nome dell'azienda trae origine dal luogo in cui era ospitata una volta, un bunker della guerra fredda. Il bunker è stato costruito nel 1955 appena fuori dalla piccola città di Kloetinge, a sud dei Paesi Bassi. Allora era stato concepito come un Centro di Comando Militare Provinciale (olandese: Provinciaal Militair Commando) delle forze armate dei Paesi Bassi in grado di resistere a un attacco nucleare. È stato abbandonato dall'esercito dei Paesi Bassi nel 1994. A partire dal 2013, l'ubicazione fisica di CyberBunker è sconosciuta.

## Storia
CyberBunker ha una lunga storia di scontri con la legge. Nel 2002 scoppiò un incendio nel luogo in cui operavano. Dopo che è stato spento l'incendio, è stato scoperto che, oltre a esservi servizi di hosting, vi era anche un laboratorio di MDMA.
Tre delle quattro persone accusate della messa in opera del laboratorio sono state condannate a sentenze di tre anni di prigione; il quarto è stato assolto a causa di mancanza di prove contro di lui.

### The Pirate Bay
Nell'ottobre del 2009, il tracker The Pirate Bay, che è stato sottoposto ad azione legale da vari gruppi anti-pirateria, incluso il BREIN ha abbandonato la Svezia e si è affidato a CyberBunker. Nel 2010, la corte distrettuale di Hamburg ha stabilito che CyberBunker, operante in Germania sotto il nome di CB3Rob Ltd & Co KG, non poteva più fornire servizi a The Pirate Bay, pena una multa di massimo 250000 € oppure, in caso non potesse essere imposta, fino a due anni di prigione per ogni infrazione commessa.

### Spamhaus
Nell'ottobre del 2011, Spamhaus ha identificato CyberBunker come fornitore di servizi di hosting per spammer e ha contattato il loro fornitore, A2B, chiedendo di revocare i servizi. A2B ha inizialmente rifiutato, bloccando soltanto un indirizzo IP relativo allo spam. Spamhaus ha risposto mettendo in blacklist tutto lo spazio degli indirizzi di A2B. A2B si è arreso e ha smesso di fornire servizi a The Pirate Bay, ma ha presentato una denuncia per estorsione contro Spamhaus alla polizia olandese.
Nel marzo del 2013 Spamhaus ha aggiunto CyberBunker alla sua blacklist. A distanza di poco tempo fu lanciato un attacco DDoS (un DNS amplification attack
 nello specifico) contro i server email e i webserver di Spamhaus (circa 300 Gbit/s, quando in media gli attacchi su larga scala sono stati di 50 Gbit/s e il più grande attacco fino ad allora registrato era stato di 100 Gbit/s).. L'attacco è durato per circa una settimana.
Steve Linford, amministratore delegato di Sapmhaus. ha detto che hanno resistito all'attacco. Ha inoltre dichiarato che alcune società, come Google, hanno reso disponibili le loro risorse per "assorbire il traffico". L'attacco è stato investigato da cinque differenti cyber-forze nazionali di polizia da tutto il mondo. Spamhaus ha asserito che dietro l'attacco vi era CyberBunker, in collaborazione con alcune "gang criminali" dell'Europa orientale e della Russia. Cyberbunker non ha risposto alla request for comment della BBC sull'affermazione.
È stata anche presa di mira Cloudflare, un'azienda di sicurezza situata a Francoforte sul Meno (Germania), e che ha aiutato Spamhaus ad affrontare l'attacco DoS.
Il 28 marzo 2013, il sito web di CyberBunker è stato offline, probabilmente dovuto a un attacco DDoS contro di loro.
Il giorno successivo BunkerInfra, una società di storage sicuro dei dati, ha rilasciato un comunicato stampa dove hanno dichiarato che dal 2010 erano loro i proprietari del precedente bunker militare e che ogni dichiarazione fatta da CyberBunker inerente al loro continuo utilizzo del bunker era falsa e che loro non amministravano quel bunker dall'incendio del 2002.Businessweek ha riportato che "il bunker era pieno di rifiuti" quando fu acquistato e che tutto il materiale pubblicitario di CyberBunker "era Photoshop", secondo quanto dichiarato da Guido Blaauw, general manager di BunkerInfra.
Il 25 aprile 2013 Sven Olaf Kamphuis, un portavoce per CyberBunker, è stato arrestato vicino a Barcellona dalla polizia spagnola, su richiesta delle autorità olandesi, in seguito a una collaborazione con Eurojust.
Un documento anonimo pubblicato su Pastebin il giorno seguente chiedeva il rilascio di Sven, minacciando ulteriori attacchi su larga scala nel caso fosse rimasto in carcere.
Le autorità spagnole hanno riportato che Sven ha operato da un bunker ben equipaggiato, in un furgone. Non è stata fornita alcuna informazione sul suddetto bunker.
A settembre del 2013 è stato rivelato che vi è stato un secondo arresto ad aprile in relazione all'attacco a Spamhaus, il cui sospettato è un sedicenne di Londra.